# 苏珊娜·梅尔基

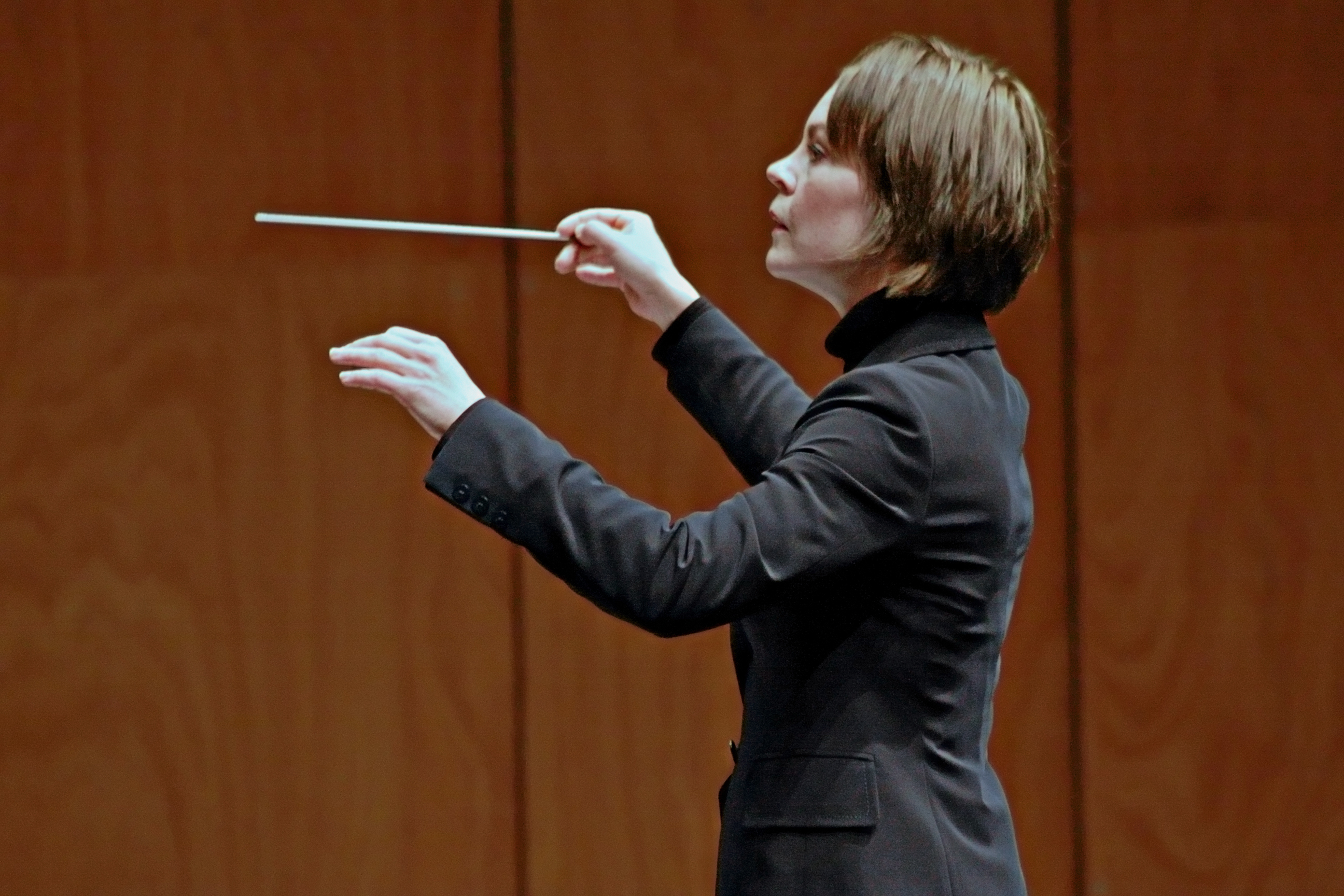
苏珊娜·梅尔基（2008年）

苏珊娜·梅尔基（芬蘭語：Susanna Mälkki，1969年3月13日—），芬兰指挥家。 

## 生平
梅尔基出生于赫尔辛基，少时学习大提琴，后在西贝柳斯音乐学院学习指挥，师从约尔马·帕努拉、埃里·克拉斯、莱夫·塞格斯坦等人。在成为职业指挥之前，梅尔基于1995－1998年是哥德堡交响乐团的首席大提琴手。 
梅尔基历任斯塔万格交响乐团首席指挥（2002－2005年）、巴黎当代乐团音乐总监（2006－2013年）、里斯本古尔本基安管弦乐团首席客座指挥（2013－2017年）、洛杉矶爱乐乐团首席客座指挥（2018年－），她与柏林爱乐、慕尼黑爱乐、皇家音乐厅管弦乐团、法国广播爱乐乐团、波士顿交响乐团等国际知名乐团都有客座指挥的经验。 
2016年起梅尔基成为赫尔辛基爱乐乐团首席指挥，是该乐团史上任此职务的首位女性指挥家。2017年，《音乐美国》评选她为年度指挥家。
作为新音乐的专家，梅尔基首演了许多当代音乐作品，还参与了凯娅·萨里阿霍和莫顿·费尔德曼等人创作的音乐剧作品。